# باي باك (2016)
الانتقام 2016 (بالإنجليزية: payback)‏ هو عرضٌ من عروض المصارعة الحرة، أنتجته شركة دبليو دبليو إي، وعرضته شبكة (ppv) التابعة للدبليو دبليو إي من ملعب شيكاغو في 11 مايو 2016.
بدأ عرض باي باك 2016 التمهيدي بمشاهد لتوافد الكثير من الجماهير على الصالة، وبترحيبٍ كبيرٍ بالمشاهدين، وكان هناك عددٌ من مشاهير المصارعة مثل: بوكر تي ونظيره جيري لولير والمذيع الشاب كوري جريفز.

## النتائج
|   | المباراة                                                                | الشرط                                                       | الوقت        |
| - | ----------------------------------------------------------------------- | ----------------------------------------------------------- | ------------ |
| 1 | دولف زيجلير هزم بارون كوربين                                            | مباراة فردية                                                | 9:01         |
| 2 | كاليستو هزم رايباك                                                      | مباراة على لقب الولايات المتحدة                             | 11:25        |
| 3 | إينزو أمور وبيج كاس ضد ذا فديفليينس نزال لتحديد المنافس على بطولة الفرق | 5:18 تم إيقاف النزال من الحكم بسبب اصابة المصارع إينزو أمرو |              |
| 4 | كيفن أوينز يهزم سامي زين                                                | 15:23                                                       | مباراة فردية |
| 5 | ذا ميز هزم سيزارو                                                       | مباراة على لقب الانتركونتينتال                              | 17:05        |
| 6 | دين أمبروز يهزم كريس جيريكو                                             | مباراة فردية                                                | 10:02        |
| 7 | شارلوت تهزم نتاليا                                                      | مباراة على لقب السيدات                                      | 12:49        |
| 7 | رومان رينز هزم اى جاى ستايلز                                            | مباراة على لقب العالم للوزن الثقيل                          | 27:14        |

## وصلات خارجية
- بايباك 2016 على موقع IMDb (الإنجليزية)
- بايباك 2016 على موقع كينوبويسك (الروسية)